# Buková (přírodní rezervace)
Buková je přírodní rezervace v katastrálním území obce Buková v okrese Trnava v Trnavském kraji na severovýchodním okraji stejnojmenné vodní nádrže. Území bylo vyhlášeno v roce 1988 a jeho rozloha je 9,45 hektaru. Předmětem ochrany jsou zbytky zamokřených luk s výskytem vzácných a chráněných druhů rostlin a živočichů, k nimž patří upolín evropský (Trollius europaeus).